# Presbyterorum Ordinis
Presbyterorum ordinis, subtitulado "Decreto sobre el ministerio y la vida de los presbíteros", es uno de los documentos elaborados por el Concilio Vaticano II. El 7 de diciembre de 1965, el documento fue promulgado por el papa Pablo VI, tras una votación de aprobación de 2390 a 4 entre los obispos reunidos. El título significa "Orden de los Sacerdotes" en latín. Como es habitual en este tipo de documentos en la Iglesia Católica, se toma de la primera línea del decreto (su íncipit).

## Historia
La agitación entre los Padres conciliares por un decreto conciliar separado y distinto sobre el sacerdocio comenzó en la segunda sesión del concilio (1963), en el curso de las discusiones sobre los borradores relativos a la Constitución Dogmática sobre la Iglesia (Lumen gentium). Presbyterorum ordinis ha llegado a ser uno de los documentos definitorios sobre el papel y los deberes del sacerdocio en la era moderna.

## Recepción
El período que siguió a la promulgación de Presbyterorum ordinis se caracterizó por un grave descenso del número de vocaciones sacerdotales en el mundo occidental. Los líderes de la Iglesia argumentaron que la culpa era de la secularización y que no estaba directamente relacionada con los documentos del concilio. Los historiadores también señalaron el daño causado en 1968, por la revolución sexual, y la fuerte reacción contra Humanae vitae. Sin embargo, otros autores afirmaron que la caída de las vocaciones fue, al menos en parte, deliberada, como parte de un intento de desclericalizar la Iglesia y permitir un clero más pluralista. En 1995, según la Congregación para el Clero, en los últimos años, "a pesar de las diversas dificultades persistentes, hay una positiva recuperación cuantitativa y cualitativa que hace esperar en una segunda primavera sacerdotal".
Hubo un éxodo relacionado del sacerdocio, que comenzó bajo Pablo VI y continuó durante el papado de Juan Pablo II. En 2007, "La Civilta Cattolica" informó de que 69 063 sacerdotes dejaron el ministerio entre 1964 y 2004; 11 213 regresaron más tarde.
En noviembre de 2015 el papa Francisco intervino en una conferencia patrocinada por la Congregación para el Clero con motivo del cincuenta aniversario de la proclamación del decreto Presbyterorum ordinis del Concilio Vaticano II. El bien que pueden hacer los sacerdotes proviene ante todo de su cercanía y de su tierno amor a su pueblo. No son filántropos ni funcionarios, sino padres y hermanos. ...Incluso los sacerdotes tienen una biografía, y no son 'setas' que brotan de repente en la catedral el día de su ordenación".